# 후쿠다 아스카
후쿠다 아스카(일본어: 福田明日香, 1984년 12월 17일 ~ )는 일본의 가수이며, PEACE$TONE의 멤버 또는 전 모닝구무스메멤버이다. 도쿄도 오타구 출신. 남동생이 있다. 남편은 일반인이다.
13살 (당시) 이라고는 생각되지 않는 "발군의 가창력"으로 모닝구무스메。에서는 아베 나츠미와 함께 메인 보컬을 맡았다.

## 약력

### 모닝구무스메。시절
- 1997년, 테레비도쿄 계열『ASAYAN』내의『샤란Q 여성 락 보컬리스트 오디션』(우승은 헤이케 미치요)의 최종 후보까지 올랐지만 낙선. 마찬가지로 최종 후보에 뽑힌 나카자와 유코, 이시구로 아야, 이이다 카오리, 아베 나츠미와 함께 과제곡을 5일 동안에 5만장 판매하면 메이저에 데뷔할 수 있다는 조건으로「모닝구무스메。」를 결성. 과제곡『愛の種』를 멋지게 완매.
- 1998년 1월 28일,『モーニングコーヒー』로 메이저 데뷔를 달성하였다.
- 처음으로「HEY!HEY!HEY! MUSIC CHAMP」에 출연했을 때 다운타운의 마츠모토 히토시에게 구운 은행이라는 애칭을 받았다.
- 처음으로 우타방에 출연했을 때 톤네루즈의 이시바시 타카아키에게「볼링장에서 신발을 내주는 사람 (또는 접수처의 아주머니)」, 즉 볼링아가씨。라는 애칭을 받았다.
- 1998년 12월 31일, 제40회 일본 레코드 대상 최우수 신인상을 획득, NHK 홍백가합전에 첫 출장.
- 유즈의 팬으로, 졸업 전에「유즈의 올나잇 닛폰」에 출연하였다.
- 1999년 4월 18일, 학업 전념을 이유로 모닝구무스메。를 졸업, 연예계를 은퇴.

### 은퇴 후
- 현재 낮에는 음악 교실에서 보이스 트레이너로서, 밤에는 어머니가 경영하는 스낵바에서 바텐더 등으로서 일하고 있다. 2005년 9월에 와이드쇼「더! 정보 투」와, 2006년 12월 18일에 버라이어티 방송「쾌감 MAP」(홋샹。의 출연 교섭으로 출연)에서 밤에 일하는 모습이 보도되었다. 스낵 노래방에서 모닝구무스메。의 곡을 불러달라는 요구는 거절한다고 한다. 그리고「연예계 복귀 의사는 없다」고도 한다.

### 복귀
- 2011년 2월에 asuka명으로 PEACE$TONE를 결성[1][2]. 동년 11월 9일에 데뷔 앨범『ダブル・ファンタジー』가 발매되었다.
- 2014년, STONE Project에 완전 이적해, 2015년 신 레이블에서 앨범『Door's～夢の住人～』를 발매.
- 2015년 4월 16일, 임신하고 있음을 발표. 동년 8월 31일, 결혼한 상대는 일반 회사원이고, 출산은 그 해 가을임이 공표되었다.

## 그 외
- 모닝구무스메。탈퇴 당시 매니저였던 와다 카오루에게 요리코를 소개하였다.
- 현재까지도 씨어터 아카데미의 광고에 소개되고 있다.

## 서적
- 또 한 명의 아스카 (후쿠다 아스카 저／발행 업프런트 북스, 발매 와니북스, 1999년 5월 25일) ISBN 4-847025369
- 모닝구무스메。5+3-1 (ASAYAN 편집／다카라지마사, 1999년) ISBN 4-796615237 ISBN 4-796616047